# 岩崎隆 (ペーパーワールド)
岩崎 隆（いわさき たかし､1957年2月 - ）は、日本の実業家。株式会社ペーパーワールド会長、株式会社ダンボール・ワン取締役会長。牛乳パックを再生した段ボールを使った知育玩具「ミルダン」の開発者。大阪府紙器ダンボール箱工業組合理事。社団法人大阪産業経営協会の副会長、大阪市が全額出資する大阪水道総合サービス社外取締役を歴任。平成19年大阪市民表彰受賞者。盛和塾塾生、なにわあきんど塾塾生。

## 人物
1957年に城東紙器創業者である岩崎陽治の子として大阪市に生まれる。祖父はレンゴー創業者の井上貞治郎の右腕として活躍し、戦後の日本の段ボール産業に大きな業績を残した岩崎寅蔵。同志社大学卒業後、日本リクルートセンター（現・株式会社リクルート）を経て1984年に城東紙器に入社。主に松下電器産業向けの梱包段ボール生産事業が主体であった同社を2003年の段ボールアート作家、千光士義和との出会いをきっかけとして大きく転換させ、付加価値の高い商品の開発に成功。
その最初の商品「ミルダン」は、牛乳パックのリサイクル段ボールを使用した昆虫や動物の模型の知育玩具であった。試作を重ね、2004年春、第1弾としてカマキリ、トンボ、バッタ、クワガタが完成。ところが受注一筋の会社であったため、販売のノウハウや小売りルートがなく、岩崎は自ら商品をカバンに詰め、書店や玩具店に売り歩くが、全く売れなかった。その夏に家族連れの多い大阪南港の複合商業施設に目を付け、テナントを回ったところ、1軒のペットショップだけが試しに置いてくれることになった。偶然、同施設内で世界の昆虫標本などの展示会が行われていたため、多くの親子連れなどが岩崎の商品を手に取った。その様子を見ていたおもちゃ問屋から、自社で扱いたいと声が掛かる。おもちゃ問屋の助言で流通ルートに乗せやすいよう、A4サイズに統一し、STマークも取得。翌2005年1月、「ミルダン立体昆虫シリーズ」と名付けられ、全国の百貨店、スーパー、量販店の店頭に並び、その年だけで5万セットを売り、翌2006年には「どうぶつシリーズ」が追加された。2009年には、アメリカ・ニューヨークのギフトフェアにも出品。素材が再生段ボールというエコ商品であったことも評価され、モダンアートの殿堂とされるニューヨーク近代美術館からサンプル出品の要請を受けた。
岩崎は「ミルダン」の開発に当たっては、子供が安全に組み立てられることにこだわり、シートに切れ目を入れ、指で簡単に部品が外れるようにし、刃物やのりを使わないで済むよう工夫を凝らした。また、丈夫で白く、自由に着色できる上、リサイクルのPRにもなると考え、牛乳パックの再生段ボールを使うことを着想した。ミルクの段ボールであることから「ミルダン」と命名した。
その他、企業から出る古紙を回収、溶解し紙製品にして返却し「溶解証明書」を発行するなどユニークな商品を開発したほか、2004年から開催している「ダンボールデザインアイデアコンテスト」（現・ペーパーワールドアワード）は、学生やデザイナーから広く応募を募るコンテストで、毎年200点近くの作品が集まり、応募作品から商品化へつながったり新人発掘や海外デザイナーとのアライアンス契約のチャンスをもたらせた。2013年には、城東紙器股份有限公司を設立、台湾で初めての本格的段ボールネット通販事業を始める。

## 略歴
- 1957年 （昭和32年）- 2月、城東紙器創業者である岩崎陽治の子として生まれる[2]。
- 1981年（昭和56年） -  同志社大学文学部卒業。株式会社日本リクルートセンター入社[2]。
- 1984年（昭和59年） - 城東紙器株式会社（現・ペーパーワールド）入社[2]。
- 1989年（平成元年） - 城東紙器代表取締役就任[8]。
- 2003年（平成15年） - 能登紙器株式会社代表取締役就任。国産家電の低迷が自社にも影響を及ぼしていたことから、新商品開発を企図していたが、同年、展示会で段ボールアート作家、千光士義和と出会い、歯車の作品に衝撃を受け、自ら千光士に連絡。千光士も岩崎の熱意に感銘し、共同で商品開発に入る[1]。
- 2004年（平成16年） - 知育玩具「ミルダン」発売開始[1]。
- 2007年（平成19年） - 第42回大阪市民表彰（産業経済消費生活功労）受賞[4]。
- 2009年（平成21年） - 企業から出る古紙を回収、溶解し封筒、紙製品に再生し返却するサービス「エコ・オフィス・リサイクル・システム（エコリス）」を開始[7]11月、NHK『ルソンの壷』にて岩崎の段ボールの独創的な商品開発やその他の取組、活動に関する内容が放送される[11]。
- 2013年（平成25年） - 城東紙器股份有限公司を設立、台湾で初めての本格的段ボールネット通販事業を始める[9]。
- 2016年（平成28年） - 株式会社ダンボール・ワン（旧・能登紙器）代表取締役会長就任[2]。
- 2017年（平成29年） - ペーパーワールド会長就任、ダンボール・ワン取締役会長就任[2]。

## ペーパーワールド（城東紙器）
1960年（昭和35年）岩崎隆の父である岩崎陽治により創業。祖父であり、ペーパーワールドの前身の城東紙器生みの親である岩崎寅蔵はレンゴー創業者の井上貞治郎の右腕として聯合紙器で活躍し、戦後の日本の段ボール産業に大きな業績を残した人物で、このため井上貞治郎により、大阪城にちなみ城東紙器と命名される。当初は松下電器産業の梱包箱などを生産する受注型事業を主体としていた。

### 沿革
1989年、岩崎隆が社長に就任すると同時に従来の受注型業態から新たな価値創造を目指し「Everything Design」を標榜、本社は委託生産を活用し、営業、企画、デザインなどに特化するなど大きく舵を切る。。2004年に商品化した知育玩具「ミルダンシリーズ」は2012年までの8年間で18万セットを売ったほか、2009年の「エコ・オフィス・リサイクル・システム」や2011年の「キョロキョロ・ロボ」をはじめとする、アーティストとの協調によるペーパークラフト、家具、什器等の企画・製作を行っている。2014年6月1日発売のカラフルな紙製のバーをパキっと折り、自由にくっつけて組立てができる工作玩具「PÄKI（パキ）」は、企業とウェブ、映像、デザイン分野のクリエーターとの架け橋を目指す大阪府主催のワークショップ「クリアクティブ大阪」への参加がきっかけとなり、デザイナー三宅喜之とスージーラボ代表の鈴木明子との出会いで実現されたものだった。 2017年よりは会長を務める。
- 1960年 - 隆の父、岩崎陽治が岩崎寅蔵の志尚を受け大阪市東成区で創業[14]。
- 1964年 - 松下電器産業と取引開始[14]。
- 1980年 - 岩崎寅蔵死去[14]。
- 1989年 - 本社八尾へ移転。岩崎隆が代表取締役就任[14]。
- 2000年 - 大阪府の産業振興により大阪府知事表彰受賞[14]。
- 2004年 -「ミルダン」昆虫シリーズ発売開始。ダンボールデザインアイデアコンテストを初開催[14]。
- 2005年 - 11月、八尾商工会議所より平成17年度新商品開発優良企業表彰受賞[14]。
- 2006年 - 第6回 賞BY繁盛大阪フロンティア賞 経営革新奨励部門 最優秀賞(大阪中小企業顕彰事業実行委員会主催)[15]
- 2008年 - KANSAIモノ作り元気企業に選定[16]。
- 2009年 - 「大阪府 大阪の元気 ものづくり企業193社」認定。10月、八尾市長より八尾市経済産業発展貢献について顕彰される。11月、八尾商工会議所より平成21年度新製品開発優良企業表彰、環境改善優良事業所表彰 特別賞受賞。[10]。
- 2010年 - IT経営実践認定。関西IT企業百選認定[10]。
- 2012年 - 大阪市中央区に本社を移転[10]。
- 2013年 - 台湾進出[8]。城東紙器股份有限公司設立[10]。
- 2014年 - 工作玩具「パキ」発売開始[10]。
- 2015年 - 折ってつける工作玩具PAKI（パキ） 大阪ブランド製品認定[10]。
- 2017年 - メイワパックスグループに加わる[10]。「女性活躍リーディングカンパニー・チャレンジ企業」（大阪市主催）認証[15]。

### その他
- ISO9001（2008）、2006年ISO14001（2004）、2015年、ISO27001（2013）認証取得[10][14]

## ダンボール・ワン（能登紙器）
石川県七尾市に本拠を置く1978年設立のダンボール、梱包資材メーカー。旧社名は能登紙器株式会社。創業者は岩崎隆の父岩崎陽治。能登で唯一のダンボールメーカー。2011年に現在の社名に変更。2005年にネット通販事業を開始。2013年にはプラダン(プラスチックダンボール)の販売開始。「ダンボール・ワン」、「プラダン専門店」の2サイトを持つほか、能登地域を中心に、石川県、富山県、福井県の地元密着型の「ダンボール・ワン北陸」がある。
2002年には、それまで受注生産が常識であった業界で、人気のサイズ10種類を規格品として販売開始。小ロットでも安価で購入できるよう工夫したところ個人客、小規模事業者が増加、自動見積システムの導入、引っ越しセット、自社広告の入った割安段ボールなどユニークな商品を開発・販売。これらが功を奏し個人客の売上げを30％にまで引き上げ、ネットショップ開設からわずか5年で売上を20倍以上に拡大した。2018年度には、ダンボール通販サイト4部門（売上、売上高伸び率、アクセス数、レビュー数）で1位獲得（東京商工リサーチ調べ 2018年度調査）。岩崎隆は2016年以降、取締役会長を務めている。